# Alec Segaert
Alec Segaert (ur. 16 stycznia 2003 w Roeselare) – belgijski kolarz szosowy.
Seagert uprawia również triathlon – w dyscyplinie tej zdobywał medale mistrzostw Belgii w juniorskich kategoriach wiekowych.

## Osiągnięcia
Opracowano na podstawie:

2021
- 2. miejsce w mistrzostwach Belgii juniorów (jazda indywidualna na czas)
- 1. miejsce w Oberösterreich Juniorenrundfahrt
  - 1. miejsce na 1. etapie
- 1. miejsce w mistrzostwach Europy juniorów (jazda indywidualna na czas)
- 3. miejsce w mistrzostwach świata juniorów (jazda indywidualna na czas)
- 2. miejsce w Paryż-Roubaix juniorów
- 3. miejsce w SPIE Internationale Juniorendriedaagse
- 1. miejsce w Chrono des Nations juniorów

2022
- 1. miejsce w mistrzostwach Belgii U23 (jazda indywidualna na czas)
- 1. miejsce w mistrzostwach Europy U23 (jazda indywidualna na czas)
- 1. miejsce na 1. etapie Tour Alsace (jazda drużynowa na czas)
- 2. miejsce w mistrzostwach świata U23 (jazda indywidualna na czas)
- 1. miejsce w Il Piccolo Lombardia
- 1. miejsce w Chrono des Nations U23

2023
- 2. miejsce w Youngster Coast Challenge
- 1. miejsce na 1. etapie Giro d'Italia Next Gen
- 2. miejsce w mistrzostwach Belgii (jazda indywidualna na czas)
- 2. miejsce w mistrzostwach Belgii (start wspólny)
- 1. miejsce na 1. etapie Tour Alsace (jazda drużynowa na czas)
- 2. miejsce w mistrzostwach świata U23 (jazda indywidualna na czas)
- 1. miejsce w mistrzostwach Europy U23 (jazda indywidualna na czas)

2024
- 1. miejsce w Grand Prix Criquielion
- 2. miejsce w mistrzostwach Belgii (jazda indywidualna na czas)
- 2. miejsce w Renewi Tour
  - 1. miejsce w klasyfikacji młodzieżowej
  - 1. miejsce na 2. etapie
- 1. miejsce w mistrzostwach Europy U23 (jazda indywidualna na czas)
- 4. miejsce w mistrzostwach świata U23 (jazda indywidualna na czas)
- 3. miejsce w mistrzostwach świata U23 (start wspólny)

## Rankingi
| Rok             | 2022 | 2023 | 2024 |
| --------------- | ---- | ---- | ---- |
| World Ranking   | 322. | 256. | 97.  |
| UCI Europe Tour | 259. | 206. | 78.  |
|                 |      |      |      |
| Źródło: UCI     |      |      |      |